# Compsanthias hawaiiensis
Compsanthias hawaiiensis (Synonym: Pseudanthias hawaiiensis) ist eine kleine Fahnenbarschart, die im nördlichen Zentralpazifik von Hawaii bis zum Johnston-Atoll vorkommt.

## Merkmale
Die Fische erreichen eine Standardlänge von etwa 8 cm und haben einen langgestreckten Körper, dessen Standardlänge das 2,6 bis 3-fache der Körperhöhe beträgt. Weibchen sind auf dem Rücken gelblich gefärbt. Die Schuppen der Körperseiten sind lavendelfarben bis pink; ihre Zentren sind aber gelb. Auf dem Kopf zeigen sich verschiedene pink- bis magentafarbene Linien. Die Flossen sind gelblich. Rücken- und Afterflosse haben magentafarbene Ränder. Männchen sind ähnlich gefärbt aber mehr orange als gelb mit rot gefärbten Schuppenzentren an den Körperseiten und violett gefärbten Schuppenzentren an den hinteren Körperseiten. Rücken- und Afterflosse sind vor allem orange gefärbt und am hinteren Ende hellgelb. An der Brustflossenbasis befindet sich ein magentafarbener Fleck. Der Unterkiefer ist beschuppt. Der obere Rand des Präoperculums ist fein gesägt, der untere Rand ist glatt. Die Schwanzflosse ist tief eingeschnitten und die Spitzen sind bei den Männchen ausgezogen. Die Bauchflossen sind lang, sehr lang bei den Männchen.
Morphometrie:
- Flossenformel: Dorsale X/16-18; Anale III/9-10; Pectorale 15(16); Ventrale i/5; Caudale 15
- Schuppenformel: 5/40-46/18-20/22
- Kiemenrechen: 7-9+22-25
- Branchiostegalstrahlen: 7
- Wirbel: 26

## Lebensweise
Compsanthias hawaiiensis lebt in Tiefen von 26 bis 68 Metern sehr versteckt im und über dem Geröll an der Basis von Korallenriffen und ernährt sich von planktonisch lebenden kleinen Krebstieren (vor allem von Copepoden), den Larven von Krebstieren, Borstenwürmern und Weichtieren, sowie von Fischeiern. An der Decke von Höhlen schwimmen sie mit dem Bauch nach oben.

## Systematik

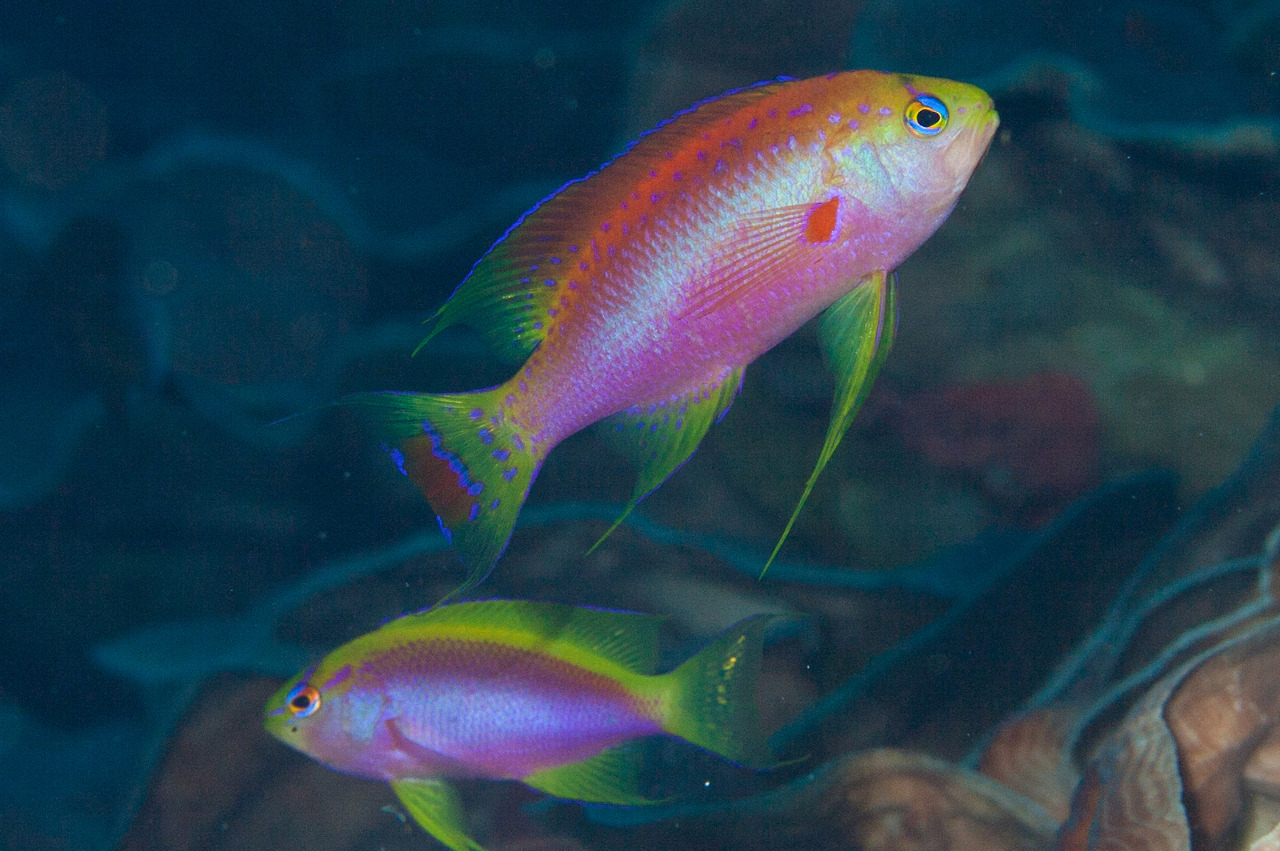
Pseudanthias ventralis

Die Fischart wurde 1979 durch den US-amerikanischen Zoologen John Ernest Randall unter der Bezeichnung Anthias (Pseudanthias) ventralis hawaiiensis erstmals wissenschaftlich beschrieben. In der gleichen Veröffentlichung beschrieb er Anthias (Pseudanthias) ventralis ventralis als zweite Unterart von Anthias (Pseudanthias) ventralis. Eine Beschreibung der gemeinsamen Merkmale beider Unterarten wurde aber nicht veröffentlicht. Im Juni 2024 wurden beide als eigenständige Arten der neu eingeführten Gattung Compsanthias zugeordnet.

## Gefährdung
Diese Fischart ist nach der Veröffentlichung durch die IUCN mit dem Status nicht gefährdet („least concern“) ausgewiesen und die hawaiianische Gesetzgebung erlaubt Fischern einen Fang zur Haltung in Aquarien (Walsh et al. 2013). Weitere artspezifische Schutzmaßnahmen wurden nicht vorgenommen da der Lebensraum der Fische in den Korallenriffen eine natürliche Schutzwirkung besitzt. Es bestehen flächenmäßige Überschneidungen mit Schutzgebieten wie dem Papahānaumokuākea Marine National Monument im Nordwesten von Hawaii, in dem der kommerzielle Fischfang verboten wurde. Weitere Nutzungseinschränkungen wie zum Beispiel im Tourismussektor wurden durch Naturschutzgesetze festgelegt.